# Endasys xanthostomus
Endasys xanthostomus är en stekelart som beskrevs av Luhman 1990. Endasys xanthostomus ingår i släktet Endasys och familjen brokparasitsteklar. Inga underarter finns listade i Catalogue of Life.